# Танець метелика
«Танець метелика» (латис. Tauriņdeja) — радянський художній фільм режисера Ольгерта Дункерса, знятий за мотивами оповідання Зігмунда Скуіньша «Кар'єра» на Ризькій кіностудії у 1971 році.

## Сюжет
Талановита людина, Харій Маурс, в гонитві за успіхом готовий йти на будь-яку угоду зі своєю совістю. Заняття спортом і виступи в музичному ансамблі не обіцяють близької вигоди, і він легко пориває з ними. Випадок зводить його з Ніно — дружиною відомого режисера, що приїхала до Риги на зйомки. Не соромлячись, він використовує своє знайомство для затвердження в новому для себе амплуа актора. Через деякий час ім'я Харія Маурса з'являється на афішах найкасовіших фільмів. Колишні колеги не приховують здивування при вигляді настільки вдалої кар'єри. Елегантний костюм і новий іноземний автомобіль призводять в захоплення прихильниць. Однак незабаром стає зрозумілим, що під маскою улюбленця фортуни ховається звичайний самозакоханий брехун. Бажання брати від життя багато і не давати взамін нічого призводить героя до неминучого трагічних фіналу.

## У ролях
- Бруно Оя — Харій Маурс
- Астріда Кайріша — Ієва
- Вія Артмане — Ніно
- Ельза Радзиня — Анна
- Карліс Себріс — Філіпп
- Михайло Хижняков — Борис Якович
- Егонс Бесеріс — сусід
- Регіна Разума — Соня
- Анда Зайце — журналістка
- Улдіс Думпіс — чоловік в барі
- Велта Ліне — епізод

## Знімальна група
- Автор сценарію: Зігмунд Скуіньш
- Режисер-постановник: Ольґертс Дункерс
- Оператор-постановник: Мікс Звірбуліс
- Композитор: Раймонд Паулс
- Художник-постановник: Гунар Земгалс
- Звукооператор: Ігор Яковлєв